# Пен, Гвидо
Жан Гийом Йозеф (Гвидо) Пен (нидерл. Jean Guillaume Joseph "Guido" Pen; родился 10 марта 1960 года, Амстердам) — нидерландский футболист, игравший на позициях защитника и полузащитника.
Начал профессиональную карьеру в амстердамском «Аяксе», в основном составе которого дебютировал в возрасте 18 лет. С 1980 года выступал за клуб «Ден Хааг» на протяжении пяти сезонов, сыграв за это время в чемпионате 96 матчей и забив 16 голов. В 1985 году завершил игровую карьеру из-за проблем с лишним весом. В 1990 году возобновил карьеру в «Зволле», проведя в его составе один сезон.

## Клубная карьера
Гвидо Пен начинал играть в футбол на западе Амстердама в небольшом клубе «Влюг эн Вардинг», а в возрасте 15 лет был замечен скаутом «Херенвена». Это произошло во время отдыха с родителями во Фрисландии, где принимал участие в футбольных матчах между кемпингами. С основным составом «Херенвена» тренировался в течение десяти дней, после которых решил продолжить карьеру в этом клубе. Пен выступал за молодёжную команду в течение двух лет, перед тем как его заметил Дирк Виссер, скаут амстердамского «Аякса». Разведчикам «Аякса» потребовалось посмотреть семь матчей, чтобы убедиться в игровых качествах 17-летнего футболиста.
В основе «Аякса» дебютировал 1 ноября 1978 года во втором раунде Кубка УЕФА против швейцарской «Лозанны», выйдя на замену на 84-й минуте вместо травмированного защитника Яна Эверсе. Гостевая встреча завершилась победой его команды со счётом 0:4. Первую игру в чемпионате Нидерландов провёл 21 апреля 1979 года против клуба НЕК, выйдя на замену в середине второго тайма. В дебютном сезоне Гвидо принял участие в трёх встречах чемпионата.
В сентябре 1979 года «Аякс» возглавил тренер Лео Бенхаккер, который стал чаще выпускать его на поле. 29 сентября в восьмом туре чемпионата впервые в сезоне сыграл за «Аякс» — в дерби против роттердамского «Фейеноорда» футболист вышел за 10 минут до конца встречи и отметился жёлтой карточкой. На выезде амстердамцы потерпели крупное поражение со счётом 4:0. В день матча издание De Telegraaf объявило, что арнемский «Витесс» ведёт переговоры с «Аяксом» о возможном трансфере Гвидо на правах аренды. В следующем матче впервые вышел в стартовом составе команды на матч Кубка европейских чемпионов против финского ХИК. Всего за сезон провёл 19 матчей во всех турнирах, в основном выходил на замену — в своём последнем сезоне выиграл с командой чемпионат Нидерландов.

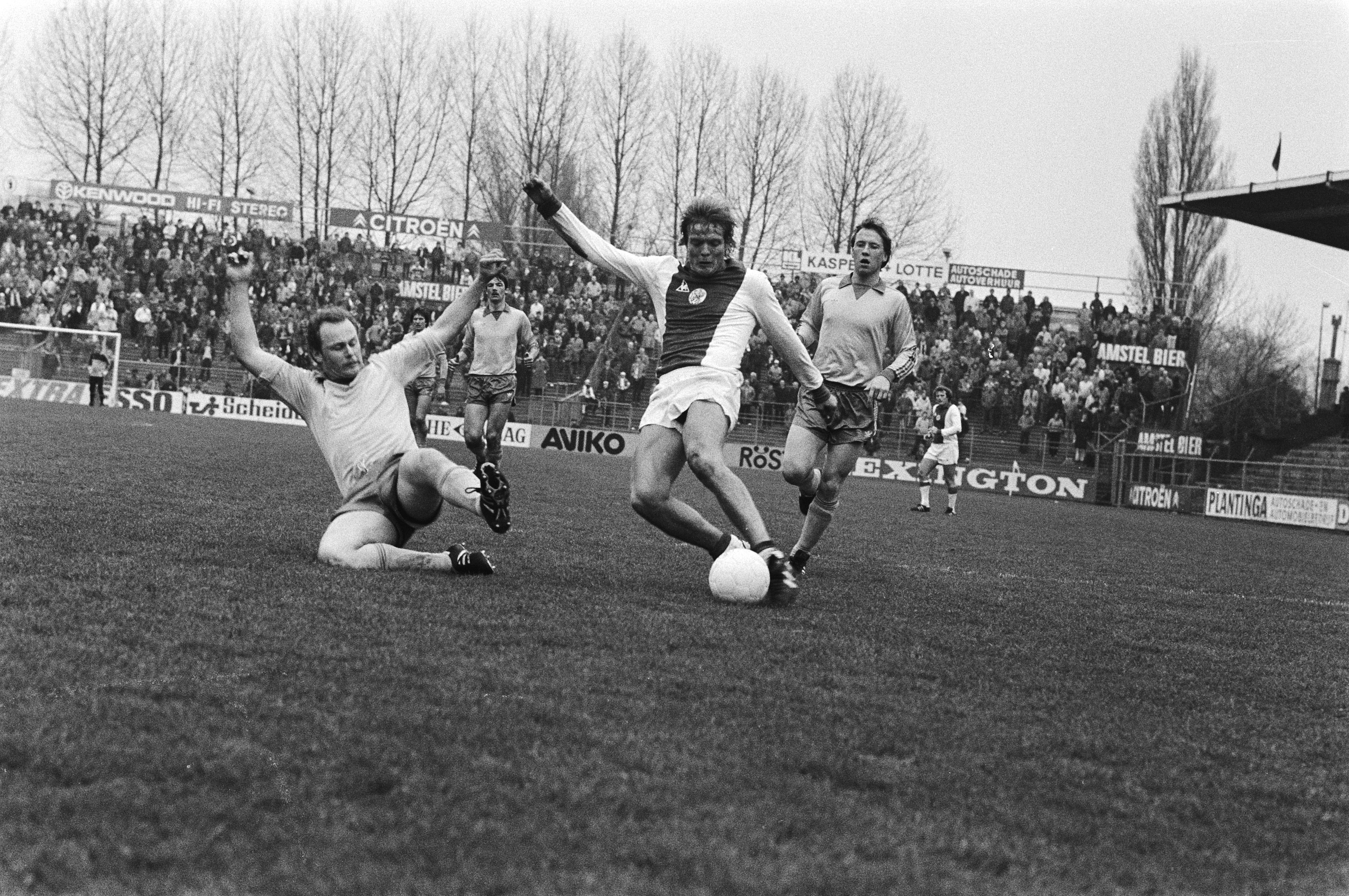
Гвидо Пен (слева) стелится в подкате под Сёрена Лербю в матче «Ден Хааг» — «Аякс» в апреле 1981

В июне 1980 года подписал двухлетний контракт с клубом «Ден Хааг» из Гааги, он стал частью сделки по переходу в «Аякс» вратаря «Ден Хаага» Ханса Галье. В составе клуба выступал на протяжении пяти сезонов, сыграв за это время 96 матчей и забив 16 голов в рамках чемпионата. В январе 1985 года покинул команду по личным обстоятельствам.
В июне 1985 года стал игроком «Камбюра», подписав с клубом из Леувардена контракт на один сезон. 11 июля было объявлено, что клуб расторг с ним контракт из-за проблем с лишним весом футболиста. Перед заключением соглашения ему были выдвинуто требование, что уменьшит вес своего тела до 80 килограммов, но оказался не в состоянии выполнить это требование. Гвидо заявил правлению клуба, что прекращает играть в футбол.

«В конце прошлой недели у нас была последняя встреча с Гвидо Пеном. Он был просто толстый, весил больше девяноста килограммов. Он не мог позволить себе похудеть из-за личных проблем. Поэтому обеим сторонам было гораздо лучше отменить контракт, уже подписанный Гвидо Пеном, после тщательных консультаций». — Ян Херкема, член правления клуба «Камбюр»

В августе 1990 года возобновил профессиональную карьеру в «Зволле» из первого дивизиона, до этого играл за любительский клуб «Састюм» из Зейста. Спустя сезон покинул команду. После игровой карьеры стал тренером, работает в основном с любительскими командами.

## Личная жизнь
Отец — Лёйтсен Пен, был родом из деревни Стеггарда, мать — Корнелия Гертрёйда Демарет, родилась в Амстердаме. Родители поженились в мае 1954 года в Амстердаме.
Женат, есть трое детей. Проживает в Херенвене.

## Достижения
«Аякс»
- Чемпион Нидерландов: 1979/80
- Финалист Кубка Нидерландов: 1979/80

## Статистика по сезонам
| Клуб             | Сезон            | Чемпионат Нидерландов | Чемпионат Нидерландов | Кубок Нидерландов | Кубок Нидерландов | Европейские кубки | Европейские кубки | Итого | Итого |
| Клуб             | Сезон            | Игры                  | Голы                  | Игры              | Голы              | Игры              | Голы              | Игры  | Голы  |
| ---------------- | ---------------- | --------------------- | --------------------- | ----------------- | ----------------- | ----------------- | ----------------- | ----- | ----- |
| Аякс             | 1978/79          | 3                     | 0                     | 0                 | 0                 | 1                 | 0                 | 4     | 0     |
| Аякс             | 1979/80          | 12                    | 0                     | 5                 | 0                 | 2                 | 0                 | 19    | 0     |
| Аякс             | Итого            | 15                    | 0                     | 5                 | 0                 | 3                 | 0                 | 23    | 0     |
| Ден Хааг         | 1980/81          | 22                    | 3                     | ?                 | 0                 |                   |                   | 22    | 3     |
| Ден Хааг         | 1981/82          | 12                    | 2                     | ?                 | 0                 |                   |                   | 12    | 2     |
| Ден Хааг         | 1982/83          | 30                    | 7                     | ?                 | 2                 |                   |                   | 30    | 9     |
| Ден Хааг         | 1983/84          | 29                    | 4                     | ?                 | 3                 |                   |                   | 29    | 7     |
| Ден Хааг         | 1984/85          | 3                     | 0                     | ?                 | 0                 |                   |                   | 3     | 0     |
| Ден Хааг         | Итого            | 96                    | 16                    | ?                 | 5                 |                   |                   | 96+   | 21    |
| Зволле           | 1990/91          | 31                    | 1                     | ?                 | 0                 |                   |                   | 31    | 1     |
| Зволле           | Итого            | 31                    | 1                     | ?                 | 0                 |                   |                   | 31    | 1     |
| Всего за карьеру | Всего за карьеру | 142                   | 17                    | 5+                | 5                 | 3                 | 0                 | 150+  | 22    |